# Reprieve
Reprieve est le nom d'un ensemble d'organisations à but non lucratif à travers le monde qui luttent contre la peine de mort, les détentions longues sans procès (Indefinite detention (en), comme à Guantanamo), les extraditions hors cadre judiciaire, et les assassinats ciblés.
Il existe des organisations « Reprieve » au Royaume-Uni, en Australie, aux Pays-Bas et aux États-Unis, avec des sympathisants et volontaires supplémentaires venant d'Irlande, de France et d'Espagne.

## Reprieve Royaume-Uni
La première et la plus importante des organisations Reprieve est celle du Royaume-Uni fondée en 1999 par le juriste des droits de l'homme Clive Stafford Smith (en).
Reprieve Royaume-Uni agit aussi bien contre la loi de la peine de mort, que contre les autres violations des droits de l'homme.
Smith a intenté 128 procès au nom des prisonniers du camp de détention de Guantanámo et d'autres détenus disant avoir été torturés par le gouvernement des États-Unis. En janvier 2008, l'organisation britannique publie un document accusant le gouvernement portugais d'avoir autorisé de nombreux vols secrets de la CIA et d'avoir participé au transfert de plus de 700 prisonniers illégaux vers le centre de détention de Guantanamo,. Ces accusations portent notamment sur José Manuel Durão Barroso, président de la Commission européenne entre 2004 et 2014, ancien premier ministre du Portugal d’avril 2002 à juillet 2004.
En 2015, l’association s’insurge contre l’assassinat ciblé de deux djihadistes par le gouvernement britannique.

## Reprieve États-Unis
Reprieve États-Unis a été fondé en 2001 à La Nouvelle-Orléans en Louisiane par des juristes contre la peine de mort en s'inspirant de l'organisation britannique.
L’association s’insurge contre l’utilisation de prisons flottantes et la pratique de la torture à Gantanamo.

## Reprieve Australie
Reprieve Australie a été fondé en 2001 par un groupe de juristes venant de Melbourne. L'organisation travaille pour soutenir ceux confrontés à la peine de mort dans le monde, avec une action principalement focalisée dans les états du sud des États-Unis.

## Reprieve Pays-Bas
Reprieve Pays-Bas est une organisation fondée en 2006 par un groupe de Néerlandais qui avaient auparavant travaillé dans des bureaux de la défense des accusés condamnés à la peine capitale aux États-Unis. Elle partage les objectifs des autres organisations Reprieve.